# Rajongemeinde Biržai
Die Rajongemeinde Biržai (Biržų rajono savivaldybė) ist eine Rajongemeinde in Litauen. Sie umfasst die beiden Städte Biržai und Vabalninkas (1106 E.), die vier Städtchen (miesteliai) Kupreliškis, Nemunėlio Radviliškis, Pabiržė und Papilys sowie 538 Dörfer.

## Amtsbezirke

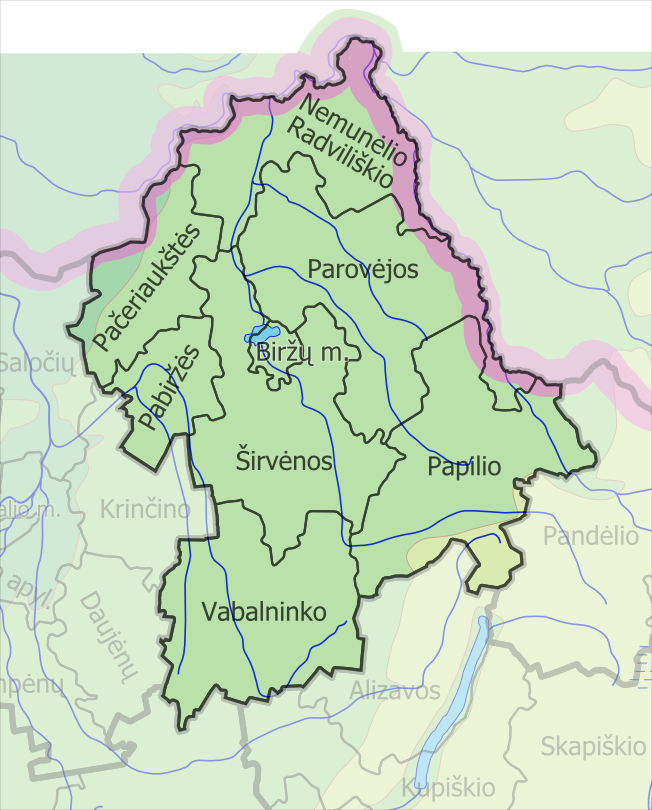
Amtsbezirke der Rajongemeinde Biržai

- Stadt Biržai
- Nemunėlio Radviliškis
- Pabiržė
- Pačeriaukštė
- Papilys
- Parovėja
- Širvėnos mit Sitz in Biržai
- Vabalninkas

## Bürgermeister
- 2015–2019: Valdemaras Valkiūnas (* 1959)
- 2019–2023: Vytas Jareckas (* 1963)
- Seit 2023: Kęstutis Knizikevičius (* 1990), LSDP

## Städtepartnerschaften
- Werder (Havel), Deutschland
- Grodzisk Wielkopolski, Polen